# Mieczysława Ćwiklińska

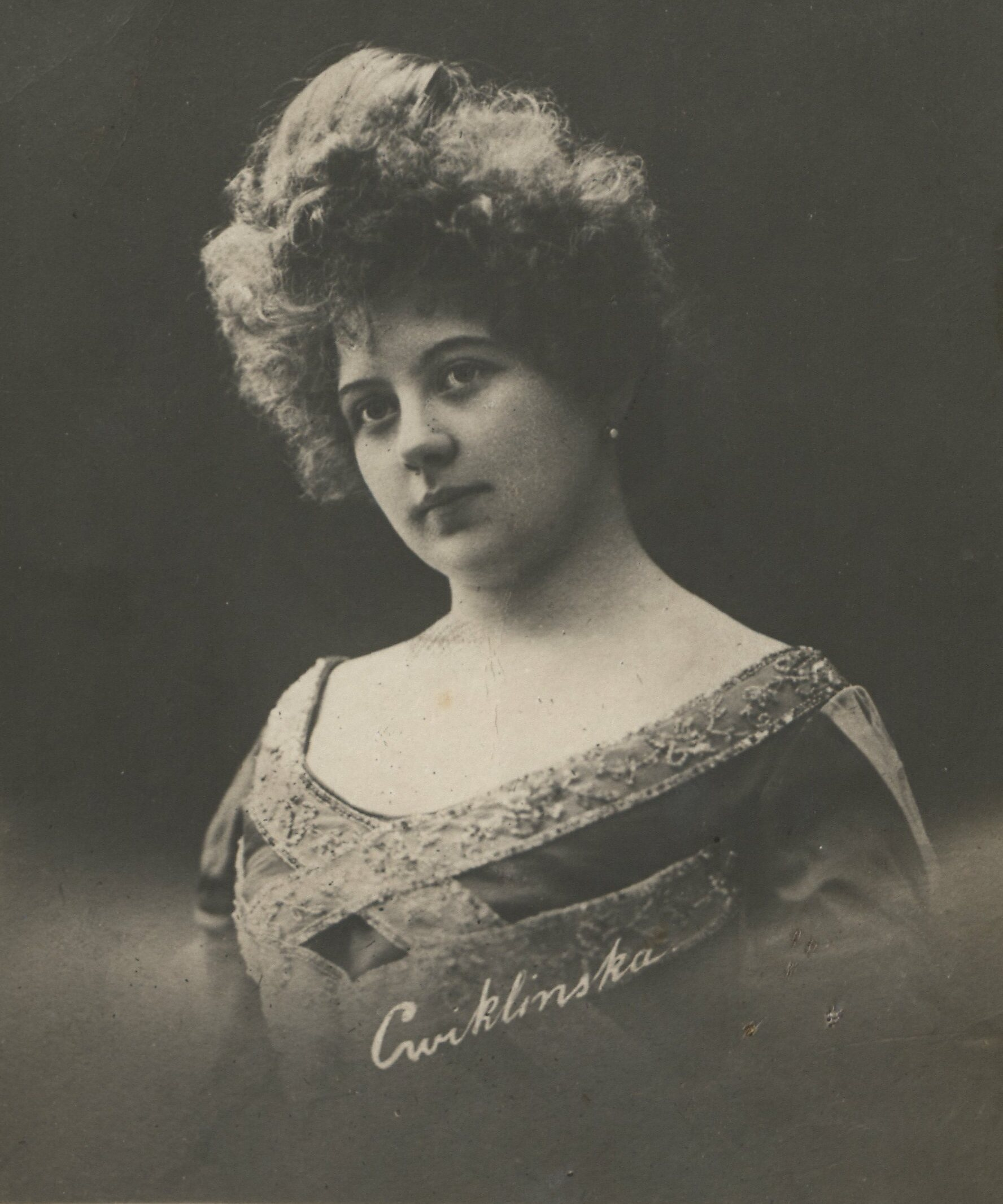
Mieczysława Ćwiklińska około 1900

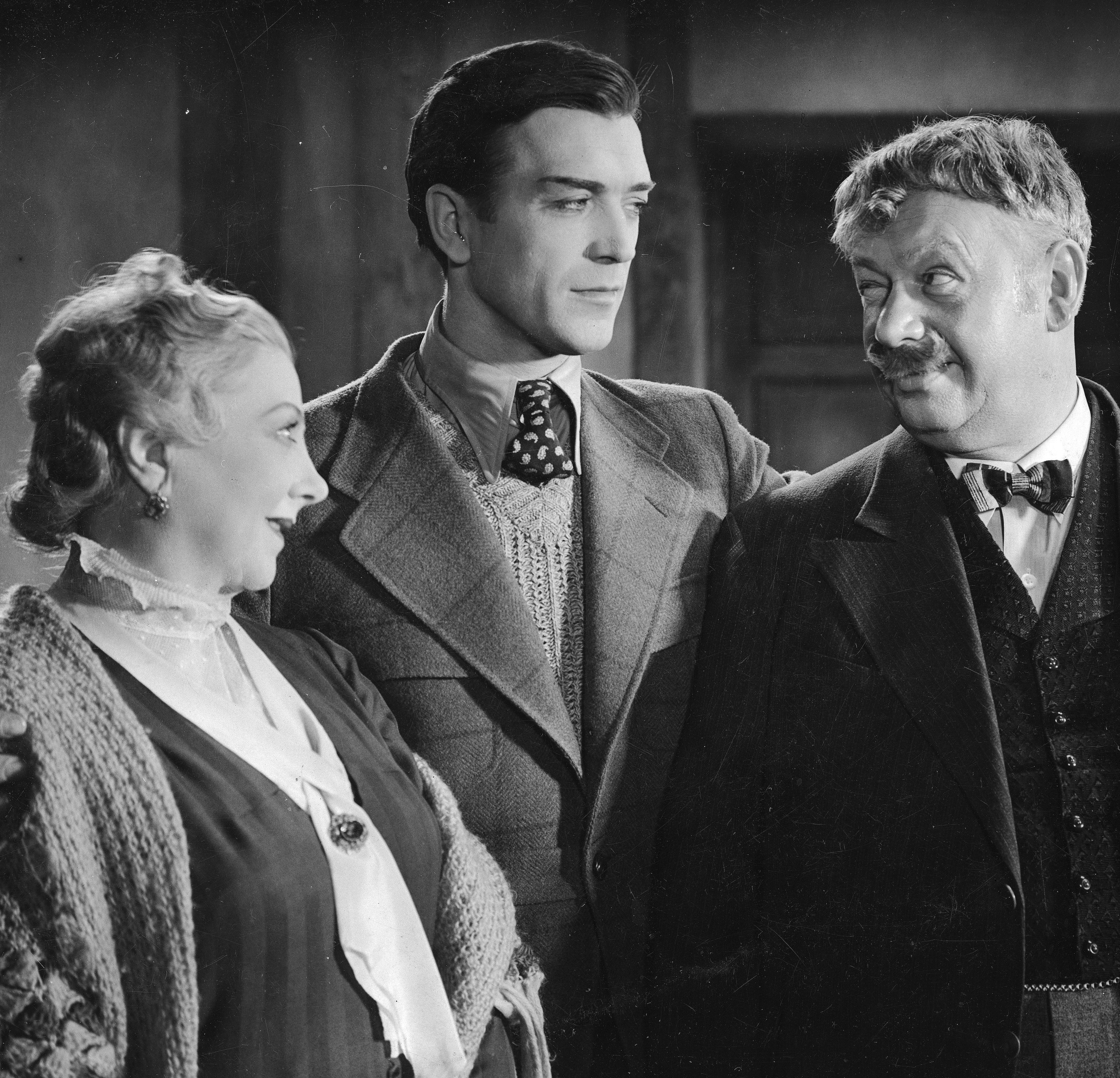
Scena z filmu Granica: Rodzina Ziembiewiczów – Joanna (Mieczysława Ćwiklińska), Zenon (Jerzy Pichelski) i Walerian (Aleksander Zelwerowicz)

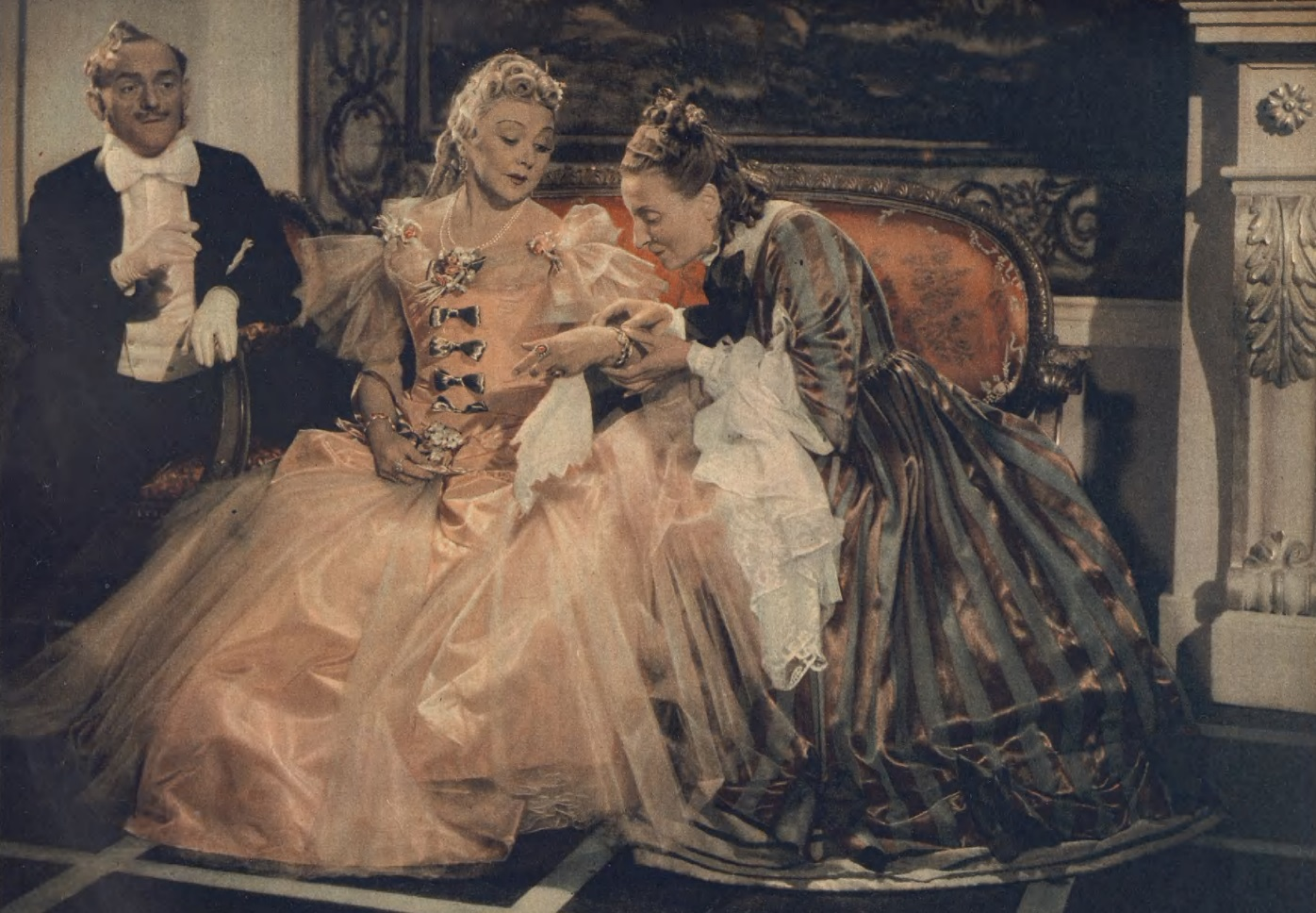
Ludwik Sempoliński, Mieczysława Ćwiklińska i Wanda Jakubińska – scena z filmu Nad Niemnem

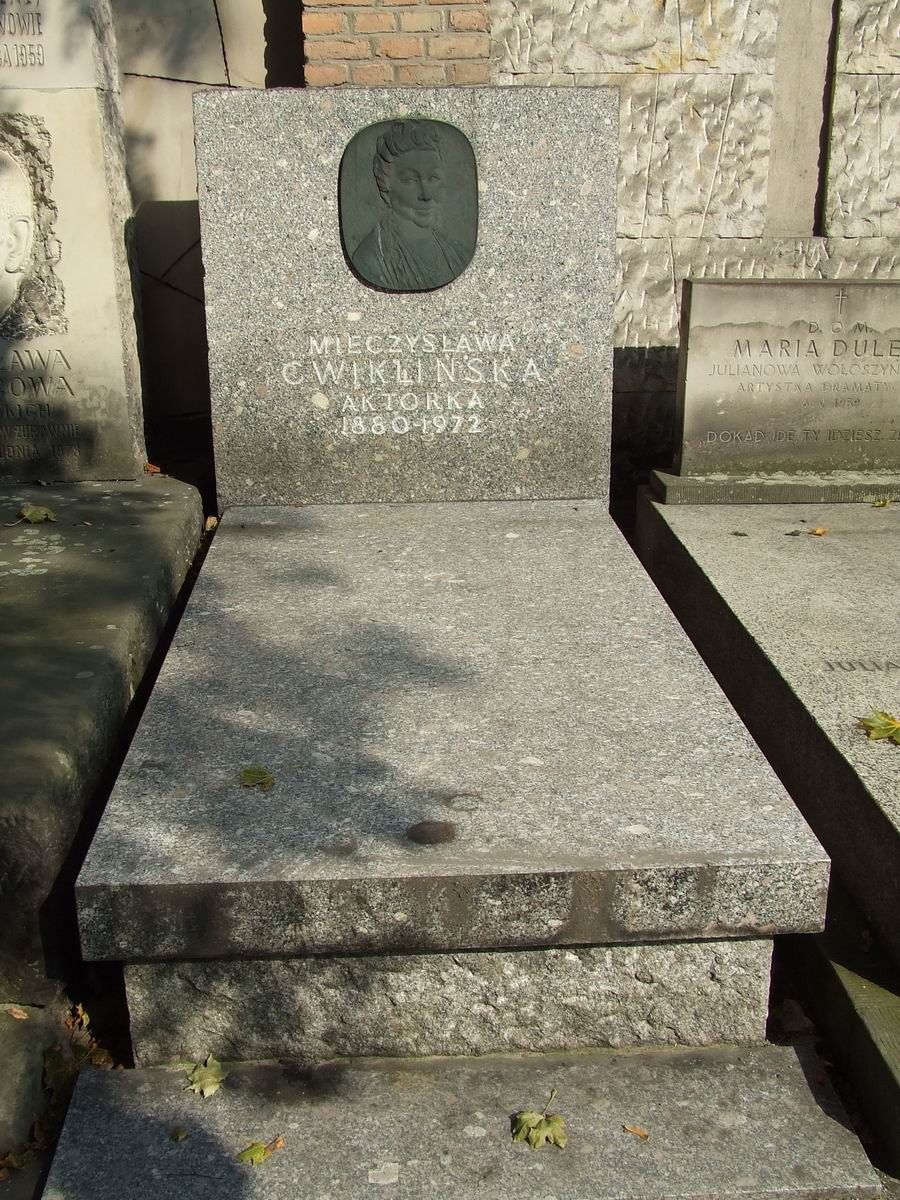
Grób Mieczysławy Ćwiklińskiej na cmentarzu Powązkowskim w Warszawie

Mieczysława Ćwiklińska, właśc. Mieczysława Trapszo (ur. 1 stycznia 1879 w Lublinie, zm. 28 lipca 1972 w Warszawie) – polska aktorka teatralna i filmowa, śpiewaczka (sopran), członkini konspiracyjnej organizacji Muszkieterzy. Jedna z najwybitniejszych polskich aktorek teatralnych i filmowych w historii.

## Życiorys
Pochodziła z polskiego rodu teatralnego Trapszów. Była córką Marcelego Trapszy i Aleksandry z Ficzkowskich, wnuczką Anastazego Trapszo. Wykształcenie wokalne zdobyła w Paryżu u Jana Reszkego.
Na scenie teatralnej zadebiutowała 2 grudnia 1900 w roli Helenki w Grubych rybach Michała Bałuckiego w Teatrze Ludowym w Warszawie. Od tego czasu była członkiem zespołu operetki Warszawskich Teatrów Rządowych. 5 stycznia 1901 wystąpiła po raz pierwszy w Teatrze Nowości jako Kasia (Gwałtu, co się dzieje!). W tym czasie zaczęła używać nazwiska Ćwiklińska, było to panieńskie nazwisko jej babki, Anny. W latach 1907–1908 przebywała w Paryżu, gdzie kształciła głos u prof. Giulianiego. Od 1909 roku nagrywała dla Syreny Rekord. W czasie I wojny światowej występowała za granicą (Francja, Rosja). Do kraju powróciła w 1918. Od 1922 należała do zespołu Teatru Polskiego, później do Teatru Narodowego. W tym okresie była primadonną operetkową i ulubienicą Warszawy. W sezonie 1926/1927 wraz z Antonim Fertnerem utworzyła teatr komedii i farsy „Teatr Ćwiklińskiej i Fertnera” w Warszawie przy Nowym Świecie 63.
W filmie zadebiutowała w wieku 54 lat rolą Idalii w filmie Jego ekscelencja subiekt (1933). Wystąpiła w wielu polskich filmach, była uznawana za jedną z najwybitniejszych aktorek komediowych.
3 kwietnia 1936 w Teatrze Narodowym odbyła się uroczystość z okazji jubileuszu 30-lecia pracy artystycznej Mieczysławy Ćwiklińskiej. Znana była głównie jako aktorka komediowa i charakterystyczna. Często grała role kobiet starszych, o zabarwieniu charakterystycznym. Tworzyła postaci zabawne, a nawet karykaturalne. W początkach drogi artystycznej Ćwiklińska występowała też w rolach operetkowych i operowych w Warszawie, Berlinie i Dreźnie.
W czasie okupacji niemieckiej pracowała w Warszawie jako kelnerka w kawiarniach „Café Bodo” i „U Aktorek”. Podczas powstania warszawskiego przebywała w Podkowie Leśnej, po jego upadku pojechała do Zakopanego.
Po II wojnie światowej zamieszkała w Krakowie, gdzie też występowała, a od 1950 roku aż do śmierci grała w Warszawie w Teatrze Polskim i Nowym.
Rolę Babki w spektaklu Drzewa umierają stojąc zagrała po raz pierwszy 1 listopada 1958 w Teatrze Rozmaitości. Aktorka grała ją do kwietnia 1971 roku, występując w niej około 1500 razy. Jej jubileusz siedemdziesięciolecia pracy aktorskiej miał miejsce 2 grudnia 1970 w Lublinie w Teatrze im. Osterwy. W 1971 roku odbyła tournée po Stanach Zjednoczonych i Kanadzie na zaproszenie amerykańskiej Polonii.
Była trzykrotnie zamężna. 7 lipca 1897, zaraz po ukończeniu pensji, wyszła za mąż za Zygmunta Bartkiewicza i przeniosła się do Łodzi. Po rozstaniu w 1899 powróciła do Warszawy i prowadziła dom mód. Powtórnie wyszła za mąż 15 czerwca 1919 w Warszawie za handlowca Henryka Madera, z którym rozwiodła się w 1928. Po raz trzeci wyszła za mąż w 1933 roku, za Mariana Steinsberga (Szteinsberga) – wydawcę i księgarza, z którym rozstała się w 1939.
Została pochowana na cmentarzu Powązkowskim (aleja zasłużonych-1- 96).

## Filmografia
| 1933 - Jego ekscelencja subiekt 1934 - Czy Lucyna to dziewczyna? 1935 - Antek policmajster - Panienka z poste restante - Wacuś 1936 - Amerykańska awantura - Dodek na froncie - Jadzia - Pan Twardowski - Straszny dwór - Trędowata 1937 - Dorożkarz nr 13 - Dyplomatyczna żona (wersja polska) - Dyplomatyczna żona (wersja niemiecka) - Dziewczęta z Nowolipek - Ordynat Michorowski - Pan redaktor szaleje - Pani minister tańczy - Znachor |  | 1938 - Druga młodość - Gehenna - Granica - Profesor Wilczur - Robert i Bertrand - Strachy - Sygnały - Wrzos 1939 - Biały Murzyn - Doktór Murek - Kłamstwo Krystyny - U kresu drogi - Nad Niemnem 1940 - Złota Maska - Żołnierz królowej Madagaskaru 1941 - Ja tu rządzę - Przez łzy do szczęścia - Żona i nie żona 1942 - Testament profesora Wilczura 1948 - Ulica Graniczna 1956 - Nikodem Dyzma (nie wymieniona w czołówce) |

## Spektakle teatralne
- 1901: Gwałtu, co się dzieje, Teatr Nowości
- 1909: Krysia leśniczanka, Teatr Nowości
- 1909: Wesoła wdówka, Teatr Nowości
- 1909: Mimi, Teatr Nowości
- 1909: Szalona dziewczyna, Teatr Nowości
- 1909: Zemsta nietoperza, Teatr Nowości
- 1909: Gejsza, Teatr Nowości
- 1909: Król, Teatr Letni
- 1910: Hrabia Luxemburg, Teatr Nowości
- 1919: Targ na dziewczęta, Teatr Nowości
- 1919: Róża Stambułu, Teatr Nowości
- 1920: Królowa kinematografu, Teatr Nowości
- 1920: Skowronek, Teatr Nowości
- 1920: Czar munduru, Teatr Nowości
- 1921: Dziewczę z Holandii, Teatr Nowy
- 1922: Japonka, Teatr Nowy

## Dyskografia
- 1910: Mieczysława Ćwiklińska, Józef Redo, Władysław Szczawiński, artyści teatru „Nowości”, śpiew z towarzyszeniem Orkiestry opery Warszawskiej Syrena Rekord (SGR 9556–9585) (utwory z operetki Hrabia Luxemburg)

## Ordery i odznaczenia
- Krzyż Wielki Orderu Odrodzenia Polski (1960)[10]
- Order Sztandaru Pracy I klasy (1959)[11]
- Krzyż Komandorski z Gwiazdą Orderu Odrodzenia Polski (25 kwietnia 1950)[12]
- Order Sztandaru Pracy II klasy (22 lipca 1949)[13][14]
- Krzyż Oficerski Orderu Odrodzenia Polski (1 listopada 1936)[15]
- Złoty Krzyż Zasługi (trzykrotnie: 9 listopada 1931[16], 15 czerwca 1946[17], 13 listopada 1953[18])
- Złoty Wawrzyn Akademicki (4 listopada 1937)[19]
- Medal 10-lecia Polski Ludowej (19 stycznia 1955)[20]
- Odznaka 1000-lecia Państwa Polskiego (1967)[21]
- Odznaka honorowa „Za Zasługi dla Warszawy” (1967)

## Nagrody i wyróżnienia
- Nagroda Państwowa I stopnia „za całość działalności aktorskiej” (1955)[22]
- Warszawianka Roku (1967)[23]

## Upamiętnienie
- W 1959 Jerzy Macierakowski i Wojciech Natanson napisali książkę Mieczysława Ćwiklińska. W 1976 roku ukazała się książka Alicji Okońskiej i Andrzeja Grzybowskiego Rozmowy z panią Miecią, która powstała na podstawie wspomnień Ćwiklińskiej oraz przeprowadzonych z nią rozmów. W 1988 Maria Bojarska napisała biografię aktorki Mieczysława Ćwiklińska.
- W 2013 r. Poczta Polska wyemitowała zaprojektowany przez Marzannę Dąbrowską upamiętniający Mieczysławę Ćwiklińską znaczek pocztowy o nominale 3,80 zł należący do serii „Ludzie kina i teatru”[24].
- W Polanicy-Zdroju znajduje się teatr nazwany jej imieniem − Teatr Zdrojowy im. M. Ćwiklińskiej.
- Jest patronką ulic w Białej Podlaskiej, Gdańsku, Katowicach, Kielcach, Krakowie, Lesznie, Lublinie, Łodzi, Rzeszowie i Warszawie.
- Jej nazwisko widnieje na tablicy upamiętniającej artystów zasłużonych dla kultury polskiej, umieszczonej w 2020 roku na budynku przy ul. Odolańskiej 20 w Warszawie, w którym mieszkała[25].